# Bodden Gran Jasmunder
El bodden Gran Jasmunder (en alemán: Großer Jasmunder Bodden) es un bodden —una especie de lagoon o laguna costera que se da en el norte de Europa, especialmente en la costa de Pomerania— es un cuerpo de agua que se encuentra en el extremo sur del mar Báltico, en el estado alemán de Mecklemburgo-Pomerania Occidental y que pertenece al bodden de Rügen Norte. Se encuentra en la isla de Rügen y tiene alrededor de 14 kilómetros de largo, con un promedio de seis kilómetros de ancho y hasta siete metros de profundidad.  El Gran Jasmunder tiene una superficie de 58,4 km², y si se considera junto con los bodden de Breetzer, Breeger, Lebbiner, Wiek Neuendorfer y Santa Tetzitzer, llega a más de 94 km².
El lagoon está delimitado al norte por las penínsulas de Wittow y Jasmund, que están unidas por el estrecho cordón litoral de Schaabe. Al sur del bodden está el cuerpo principal de la isla de Rügen, Muttland. Al este, cerca de Lietzow está conectado al bodden Pequeño Jasmunder por una zanja y una compuerta. Los dos bodden fueron separados por primera vez en 1869 por la construcción de un muro de contención que ahora soporta la carretera federal B 96 y el ferrocarril de Stralsund-Sassnitz. En el oeste, en Ferry Wittow, el bodden tiene un estrecho ramal que corre en el lagoon de Rassower Strom y que, por lo tanto, está ligado al mar Báltico. La parte occidental del bodden se subdivide en los bodden de Breetzer, Breeger y Lebbiner, que, estrictamente hablando, no forman parte del Gran Jasmunder. El norte del bodden está menos dividido. Sólo el Spykersche See,  cerca del castillo de Spyker, empuja al este formando una pequeña bahía. Por contraste, la costa suroeste es más sangrada, con la Tetzitzer See y el  Neuendorfer Wiek adentrándose en tierra. La orilla del extremo sureste del bodden, cerca de Ralswiek, es la sede del Festival de Störtebeker que tiene lugar ahí cada verano.
El agua del Gran Jasmunder es una mezcla de agua dulce de los arroyos que desembocan en él y las aguas saladas del mar Báltico y se clasifica como agua salobre, con un contenido de sal del 0,7 al 0,8%. Casi toda la costa se amarran con cañas. En algunos lugares la costa forma acantilados que se formaron hace miles de años por interrupciones en el mar Littorina, cuando las islas de Wittow y de Jasmund todavía no estaban unidas por el Schaabe.
El bodden es rico en pescado y también se utiliza para el baño y la navegación. Hay puertos importantes en Ralswiek, Polchow, Breege y en Sagard (el puerto de San Martín).

## Subdivisiones
El bodden Gran Jasmunder está subdividido en:
- bodden Breetzer (Breetzer Bodden)
- Neuendorfer Wiek
- bodden Breeger (Breeger Bodden)
- bodden Lebbiner (Lebbiner Bodden)
- lago Tetzitzer
- Mittelsee
- mar de Spykerscher (Spykerscher See)